# Festival de Eurovisión de Jóvenes Bailarines 1995
La VI edición del Festival de Eurovisión de Jóvenes Bailarines se celebró en Lausana (Suiza) los días 3 y 6 de junio de 1995.
Los presentadores de esta edición fueron  Geraldine Chaplin (hija del popular actor Charles Chaplin) y Jean-Pierre Pastori. El festival fue emitido en un total de 18 países, ya que además de los países participantes, Bulgaria, Dinamarca y Rumanía también emitieron el certamen.
Los países participantes podían mandar a uno o dos bailarines, tanto hombre como mujer. Cada actuación consistía en uno o dos bailes sin reglas ni limitaciones en cuanto al estilo; aunque los bailes no podían durar más de 5 minutos (para solistas) o 10 minutos (para parejas).
España sigue aumentando su récord ganando por tercera vez consecutiva y acumulando ya 4 victorias, siendo el único país que había ganado más de una vez.

## Jurado
El jurado de esta edición, que fue el encargado de elegir al ganador, estuvo compuesto por:
- Heinz Spoerli (Presidente del jurado)
- Maurice Béjart (Invitada de honor del jurado)
- Oscar Araiz
- Gigi Caciuleanu
- Paola Cantalupo
- Peter Van Dyk
- Beatriz Consuelo
- Víctor Ullate
- Gilbert Mayer
- Pierre Lacotte
- Youri Vámos
- Jorma Uotinen

## Participantes
Al igual que en la pasada edición, 15 países participaron en el certamen. Se retiraron Dinamarca y Estonia, mientras que Hungría y Rusia participaron por primera vez. Como novedad esta vez a la gran final pasan nueve países, uno más que el año anterior.

### Semifinal
La semifinal se celebró el 3 de junio de 1995. En ella participaron todos los países y solo nueve fueron seleccionados por el jurado consiguiendo el pase a la Gran Final. En la siguiente tabla aparecen los 15 países que concursaron en esta edición (los 9 que consiguieron el pase a la Gran Final aparecen en negrita):
| País y TV        | Representante                                |
| ---------------- | -------------------------------------------- |
| Alemania ZDF     | Irina Schalht                                |
| Austria ORF      | Oliver Preiss                                |
| Bélgica BRTN     | Jeroen Hofmans                               |
| Chipre CyBC      | Carolina Constandinou                        |
| Eslovenia RTVSLO | Damjan Mohorko                               |
| España TVE       | Jesús Pastor Sahuquillo y Ruth Miró Salvador |
| Finlandia YLE    | Janna Eklund                                 |
| Francia France 3 | Karl Paquette                                |
| Grecia ERT       | Franghiskos Toumbakaris                      |
| Hungría MTV      | Sàra Weisz                                   |
| Noruega NRK      | Maria Mikalsen                               |
| Polonia TVP      | Filip Barankiewicz                           |
| Rusia RTR        | Masha Alexandrova                            |
| Suecia SVT       | Nadja Sellrup                                |
| Suiza SSR SRG    | Anne-Catherine Haller                        |

### Gran Final
De los 15 países participantes, nueve pasaron a la Gran Final de esta edición, que se celebró el 6 de junio de 1995 con un nuevo triunfo de la representación española por tercera vez consecutiva. Suecia quedó segunda mientras que Bélgica se llevó el tercer premio.
| Posición | País y TV        | Representante                                |
| -------- | ---------------- | -------------------------------------------- |
| 1        | España TVE       | Jesús Pastor Sahuquillo y Ruth Miró Salvador |
| 2        | Suecia SVT       | Nadja Sellrup                                |
| 3        | Bélgica BRTN     | Jeroen Hofmans                               |
| -        | Austria ORF      | Oliver Preiss                                |
| -        | Francia France 3 | Karl Paquette                                |
| -        | Grecia ERT       | Francis Toumbakaris                          |
| -        | Polonia TVP      | Filip Barankiewicz                           |
| -        | Rusia RTR        | Maria Alexandrova                            |
| -        | Suiza SSR / TSR  | Anne-Catherine Haller                        |